# Idioma baure
El baure es una lengua arahuaca del sur, hablada en la región noreste de Bolivia, en la parte boliviana de la Amazonía.
Desde la promulgación del decreto supremo N.º 25894 el 11 de septiembre de 2000 el baure es una de las lenguas indígenas oficiales de Bolivia, lo que fue incluido en la Constitución Política al ser promulgada el 7 de febrero de 2009.

## Situación actual
Según los datos proporcionados en Crevels y Muysken (2009:15) y Crevels (2012:170), el número de hablantes de baure asciende a 67 y, por lo tanto, se trata de una lengua que se encuentra en serio peligro de extinción. En cuanto al grupo étnico baure, Danielsen (2012) señala que cuenta con 3000 a 5000 miembros, número que incluye tanto a los baures del municipio de Baure y
comunidades aledañas, así como a los baures de El Carmen.  Las personas que hablan el baure con fluidez y habilidad son en su
mayoría mayores de 60 años. Cerca de 500 personas, mayores de 40, cuentan con un conocimiento pasivo del baure. Solo unos
cuantos niños y jóvenes aprenden algo de baure de sus abuelos. Como señala Danielsen (2012), todos los hablantes baures son
bilingües en castellano, aunque el castellano de algunos hablantes mayores es muy básico, en comparación con su habilidad en
baure. La lengua se habla en contextos limitados, como, por ejemplo, en conversaciones entre ancianos en la casa, en saludos, en
bromas, en narrativas míticas, en discursos rituales y en canciones, particularmente en la Canción de Baures, que es parte de las festividades de cada pueblo. Danielsen (2012) indica, además, que gracias al estudio de la lengua baure y los talleres de
alfabetización en las Tierras Bajas de Bolivia, se ha experimentado un cambio en cuanto al uso de la lengua: muchos hablantes
han comenzado a integrar la lengua de nuevo a su vida diaria y a transmitirla a los jóvenes.

## Aspectos históricos
La historia de los baures y otras comunidades de la región de los Llanos de Mojos, se puede dividir, como propone Danielsen (2012), en cinco grandes períodos o momentos de cambio: la época prehispánica, la época de los jesuitas, el período de la explotación del caucho a finales del siglo XIX, la mitad del siglo XX con sus reformas y políticas significativas y la época de la creciente conciencia y politización indígenas, que se refleja en un movimiento indígena que comienza en los años 90. Como señala Danielsen (2012), gracias a este movimiento la identidad indígena adquirió un valor nuevo, la autoconfianza indígena mejoró y, con ello, la valoración de las culturas y costumbres tradicionales, así como el interés por las lenguas originarias, tales como el baure.

## Clasificación genética
El baure es una lengua que pertenece a la gran familia de lenguas arahuaca, más específicamente a las lenguas arahuacas del Sur, rama a la cual pertenecen también las lenguas mojeñas: trinitario, ignaciano, loretano y javierano. Danielsen (2012) señala que el baure está más estrechamente relacionado, en términos léxicos y gramaticales, con las lenguas mojo trinitario e ignaciano. Una de las características distintivas del baure, con respecto a las lenguas mojo, es la pérdida de las vocales finales.

## Esbozo gramatical

### Fonología
El baure presenta 14 consonantes, si se incluye la oclusiva glotal, cuyo estatus fonémico aún no es muy claro, como señala Danielsen (2012). Se observa, además, cuatro alófonos, los cuales aparecen en paréntesis en el cuadro 1:
|             |         | Bilabiales | Labiodental | Alveolares | Postalveolares | Palatal | Velares | Glotales |
| Oclusivas   | sordas  | p          |             | t          |                |         | k       | (ʔ)      |
| Oclusivas   | sonoras | (b)        |             | (d)        |                |         | (g)     |          |
| Africadas   | sorda   |            |             |            | tʃ             |         |         |          |
| Africadas   | sonora  |            |             |            | dʒ             |         |         |          |
| Fricativas  | sordas  |            |             | s          | ʃ              |         |         | h        |
| Fricativas  | sonora  |            | v           |            |                |         |         |          |
| Nasales     |         | m          |             | n          |                |         |         |          |
| Vibrante    |         |            |             |            | r              |         |         |          |
| Semivocales |         | w          |             |            |                | j       |         |          |

El baure presenta cuatro vocales básicas, que no se distinguen por la extensión o por la nasalidad: i, e, o y a. La vocal o puede también ser realizada como [u], a menudo en combinación con la semivocal w (Danielsen, 2012).

### Clases de palabras y morfología
En cuanto a las clases de palabras y la morfología del baure, se puede señalar lo siguiente (Danielsen, 2012):
- Los sustantivos, los adjetivos y los verbos constituyen clases de palabras abiertas en baure. Los adverbios constituyen una clase de palabra semi-cerrada, y las clases de palabras cerradas son los pronombres posesivos, personales y demostrativos, los artículos, los conectores de cláusulas y otras partículas. Los clíticos personales, que hacen referencia a posesores, como en (1), sujetos, como en (2), y objetos, como en (3), y los clíticos clausales son morfemas ligados importantes que funcionan a nivel de la frase y la cláusula.

| (1) | ni=shir   |
|     | 1SG=hijo  |
|     | ‘mi hijo’ |

| (2) | pi=nik             |
|     | 2SG=comer          |
|     | ‘tú comes/comiste’ |

| (3) | ni=pa=ro                  | ti      | eton  |
|     | 1SG=dar=3SG.M             | DEM.1.F | mujer |
|     | ‘yo lo doy/di a la mujer’ |         |       |

- A diferencia de los clíticos personales, los pronombres personales no son morfemas ligados sino libres y están compuestos de un clítico y el elemento -ti’, como p.ej. piti’ ‘tú’. Los pronombres posesivos se componen de tres elementos: clítico personal + -ti’ + -r(o), como p.ej. pitir’ ‘tuyo’ en (4):

| (4) | tech                     | pitir | pania’. |
|     | DEM.2.M                  | tuyo  | toalla  |
|     | ‘esta toalla/paño de ti’ |       |         |

- El baure presenta un conjunto de determinantes demostrativos, que siempre preceden al sustantivo y se distinguen según tres grados de distancia. En el cuadro 3, se muestran los determinantes demostrativos y los artículos.

|                 | Singular  | Singular | Plural  |
|                 | masculino | femenino | Plural  |
| artículo        | to        | ti       | to      |
| presente (DEM1) | te        | ti       | to      |
| próximo (DEM2)  | tech      | tich     | to nech |
| distante (DEM3) | ten       | tin      | to nen  |

- En cuanto a los sustantivos, se distinguen tres grupos según su capacidad de posesión: los sustantivos de posesión propiamente dicho, que son formas ligadas que no se pueden utilizar sin el marcado del posesor e incluyen los términos de parentesco, p.ej. =shir 'hijo', partes del cuerpo, p.ej. =wojis ‘mano’, y algunos otros elementos específicos, p.ej. =wer 'casa'; los sustantivos no poseídos, que son formas que se pueden utilizar libremente, pero de los cuales se puede derivar una forma poseída con el sufijo posesivo -n(o) ‘POS’, p. ej. yakis ‘leña’ > niyakison ‘mi leña’, jopi ‘cántaro’ > nijapin ‘mi cántaro’; y los sustantivos que nunca pueden ser poseídos, p.ej. ses ‘sol’, wajis ‘estrella’, wapoer ‘río’. Los sustantivos pueden tener marcadas las categorías siguientes: plural, como se observa en (5), diminutivos/aumentativos, como en (6) y locativos, como en (7).

| (5) | ni-nev      |
|     | mosquito-PL |
|     | ‘mosquitos’ |

| (6) | sipori-chi |
|     | rana-DIM   |
|     | ‘ranita’   |

| (7) | pari-ye      |
|     | casa-LOC     |
|     | ‘en la casa’ |

- El baure tiene un sistema de clasificación de sustantivos que se manifiesta a través de más de 50 clasificadores, que se anexan a adjetivos, numerales y verbos, pero también a los compuestos del sustantivo, para hacer referencia a la clase de la que es miembro el sustantivo (humano, animal, líquido, comida, etc.), como se observa en (8):

| (8) | iyowko-a-no           | to  | ka’ano-nev |
|     | varios-CLF:animal-NML | ART | animal-PL  |
|     | ‘varios animales’     |     |            |

- En cuanto a los adjetivos, se distinguen tres clases: los adjetivos ligados, que llevan siempre un clasificador o la raíz de un sustantivo ligado anexado y que describen tamaño, dimensión, edad y unos cuantos conceptos básicos más, p. ej. cho-pe [grande-CLF:cubierto] 'grande (cuchillo)', chino-pi [viejo-CLF:largo&fino] 'viejo (hilo)'; los adjetivos de la clase II que no llevan un clasificador anexado e incluye, por ejemplo, a los préstamos del castellano, tales como picor 'pícaro', sons 'sonso'; y los adjetivos de la clase III que son formas derivadas e incluye, por ejemplo, los términos de color, tales como mosero-po-n [rojo-CLF:multitud-NML] ‘rojo (pescado)’, kotipo-sero-n [blanco-diente-NML] ‘diente blanco’.
- Los verbos constituyen la clase de palabras más compleja en baure. Pueden constar de diferentes niveles principales de afijación dentro de los cuales hay distintos conjuntos de afijos que se comportan de maneras diferentes. Dichos niveles son la raíz del verbo, que es el elemento léxico más básico de un verbo, el tema del verbo, que se compone de la raíz más algunos afijos particulares anexados a ella, y la base del verbo, que es la unidad real del significado del verbo y también su forma de citación. A la base del verbo se pueden anexar afijos aspectuales y modificadores de la valencia, los cuales no cambian el significado del verbo, así como también clíticos, que pueden ser personales, como se observa en el cuadro 4, y clausales.

| ni=kach | 1SG=irse   | ‘yo (me) voy’          |
| pi=kach | 2SG=irse   | ‘tú (te) vas’          |
| ri=kach | 3SG.F=irse | ‘ella (se) va’         |
| ro=kach | 3SG.M=irse | ‘él (se) va’           |
| vi=kach | 1PL=irse   | ‘nosotros (nos) vamos’ |
| yi=kach | 2PL=irse   | ‘ustedes (se) van’     |
| no=kach | 3PL=irse   | ‘ellos (se) van’       |

- En baure, se distinguen adverbios locativos, como p. ej. ne’ 'aquí', noiy 'allá', adverbios temporales, como p. ej. katir 'pronto, temprano', nariki 'ahora, hoy', adverbios de grado, como p.ej. imir 'muy', ijiriaw 'tanto', adverbios de modo, como p.ej. kik, kiyok 'realmente', moeh 'seguramente, cierto', etc.
- Se distinguen, además, un conjunto de partículas conectoras, como p. ej. ach 'y', apo 'o', tiwe' 'pero', etc.

### Sintaxis
En cuanto a la sintaxis del baure, se puede señalar lo siguiente (Danielsen, 2012): 
- En baure, el orden de constituyentes menos marcado es VSO, con el verbo o predicado no verbal al inicio de la cláusula.

|     | V                                               | S   |        | O   |              |
| (9) | no=nik                                          | to  | aren   | to  | ro=soki.     |
|     | 3PL=comer                                       | ART | pájaro | ART | 3SGm=semilla |
|     | ‘Los pájaros comen las semillas (de un árbol).’ |     |        |     |              |

- En baure, es muy común, sin embargo, tener sólo un argumento central representado por un NP explícito, o sea VS o VO, como se observa en (10a) y (10b):

|       | V                 | S     |         |
| (10a) | ro=kach           | tech  | sipori. |
|       | 3SGm=ir           | DEM2m | sapo    |
|       | ‘Se fue el sapo.’ |       |         |

|       | V                             | O     |        |
| (10b) | ro=asko-pa                    | tech  | sipori |
|       | 3SGm=ayudar-IR                | DEM2m | sapo   |
|       | ‘Él se fue a ayudar al sapo.’ |       |        |

- El imperativo se marca a través del sufijo nominalizador -no ‘NML’, como se observa en (11):

| (11) | pi=amo-no       | in   |
|      | 2SG=llevar-NML  | agua |
|      | ‘¡Traiga agua!’ |      |

- En cuanto a la negación, se usa la partícula negativa nga ‘no’, u otras más específicas, como porok ‘nunca’, las cuales siempre preceden al verbo o al predicado, como se observa en (12a) y (12b):

| (12a) | riti’                                         | ri=veko-wo      | tiwe’ | ndi’ | nga | ni=cho-wo=ro          |
|       | 3SGf                                          | 3SGf=hablar-COP | pero  | 1SG  | NEG | 1SG=entender-COP=3SGm |
|       | ‘Ella está hablando, pero yo no lo entiendo.’ |                 |       |      |     |                       |

| (12b) | ri=jewe-sa-wo                                | porok     | ri=aviko-po       |
|       | 3SGf=champar-CLF:agua-COP                    | nunca.más | 3SGf=volver-PRFLX |
|       | ‘Ella se champó al agua y nunca más volvió.’ |           |                   |

- La formación de preguntas es uno de los aspectos más complejos de la sintaxis del baure. Sólo unas cuantas preguntas incluyen una partícula interrogativa, como se observa en (13). En la mayoría de los casos, las preguntas son construidas como predicados interrogativos específicos, como en (14), donde la pregunta para el nombre de una persona se construye en base al verbo -woyo- ‘tener nombre’ en la forma reduplicada, o en (15), donde la pregunta sobre la identidad de alguien se construye en base al verbo -woyik- ‘ser’. Como se observa en estos ejemplos, la mayoría de preguntas en baure son marcadas por el sufijo nominalizador -n(o) ‘NML’, el cual se anexa al verbo principal.

| (13) | ko=pi                 | ejevipoeko-wo-no |
|      | por.qué=2SG           | caerse-COP-NML   |
|      | ‘¿Por qué te caíste?’ |                  |

| (14) | ¿pi=woyo~woyo-wo-n?     |
|      | 32SG=nombre~INT-COP-NML |
|      | ‘¿Cómo te llamas?’      |

| (15) | ¿ro=woyiko-wo-n            | - eton | apo | jir?   |
|      | 3SGm=ser-COP-NML           | mujer  | o   | hombre |
|      | ‘¿Qué es – mujer o varón?’ |        |     |        |